# 森正明
森 正明（もり まさあき、1961年7月12日 - ）は、長崎県出身の元サッカー選手、サッカー指導者、政治家。自由民主党所属の神奈川県議会議員（6期）。

## 経歴
福岡大学を卒業後にフジタ工業に入団。1988年5月29日のCRフラメンゴ戦でサッカー日本代表として初めて出場した。
1999年に自由民主党公認で神奈川県議会議員選挙（平塚市選挙区、現在は6期目）に当選し、2016年5月から2017年5月までは同議会議長を務めた。フジタ工業を前身とする湘南ベルマーレの試合やイベントにも度々顔を見せている。

## 所属クラブ
- 長崎南山高校
- 福岡大学
- 1984年 - 1993年 フジタ工業

## 個人成績
| 国内大会個人成績 | 国内大会個人成績 | 国内大会個人成績 | 国内大会個人成績 | 国内大会個人成績 | 国内大会個人成績 | 国内大会個人成績 | 国内大会個人成績 | 国内大会個人成績 | 国内大会個人成績 | 国内大会個人成績 | 国内大会個人成績 |
| 年度             | クラブ           | 背番号           | リーグ           | リーグ戦         | リーグ戦         | リーグ杯         | リーグ杯         | オープン杯       | オープン杯       | 期間通算         | 期間通算         |
| 年度             | クラブ           | 背番号           | リーグ           | 出場             | 得点             | 出場             | 得点             | 出場             | 得点             | 出場             | 得点             |
| 日本             | 日本             | 日本             | 日本             | リーグ戦         | リーグ戦         | JSL杯/ナビスコ杯 | JSL杯/ナビスコ杯 | 天皇杯           | 天皇杯           | 期間通算         | 期間通算         |
| ---------------- | ---------------- | ---------------- | ---------------- | ---------------- | ---------------- | ---------------- | ---------------- | ---------------- | ---------------- | ---------------- | ---------------- |
| 1984             | フジタ           |                  | JSL1部           |                  |                  |                  |                  |                  |                  |                  |                  |
| 1985             | フジタ           |                  | JSL1部           |                  |                  |                  |                  |                  |                  |                  |                  |
| 1986-87          | フジタ           |                  | JSL1部           |                  |                  |                  |                  |                  |                  |                  |                  |
| 1987-88          | フジタ           |                  | JSL1部           |                  |                  |                  |                  |                  |                  |                  |                  |
| 1988-89          | フジタ           |                  | JSL1部           |                  |                  |                  |                  |                  |                  |                  |                  |
| 1989-90          | フジタ           | 12               | JSL1部           | 22               | 3                | 4                | 1                |                  |                  |                  |                  |
| 1990-91          | フジタ           | 12               | JSL2部           | 24               | 4                | 0                | 0                |                  |                  |                  |                  |
| 1991-92          | フジタ           | 12               | JSL2部           | 26               | 7                | 2                | 0                |                  |                  |                  |                  |
| 1992             | フジタ           |                  | 旧JFL1部         |                  |                  | -                | -                |                  |                  |                  |                  |
| 1993             | フジタ           | 12               | 旧JFL1部         |                  |                  | 4                | 0                |                  |                  |                  |                  |
| 通算             | 日本             | 日本             | JSL1部           | 81               | 8                |                  |                  |                  |                  |                  |                  |
| 通算             | 日本             | 日本             | JSL2部           | 50               | 11               | 2                | 0                |                  |                  |                  |                  |
| 通算             | 日本             | 日本             | 旧JFL1部         |                  |                  | 4                | 0                |                  |                  |                  |                  |
| 総通算           |                  |                  |                  |                  |                  |                  |                  |                  |                  |                  |                  |

## 代表歴

### 出場大会
- 1990 FIFAワールドカップ・アジア予選

### 試合数
- 国際Aマッチ 8試合 0得点(1988-1989)

| 日本代表 | 国際Aマッチ | 国際Aマッチ | その他 | その他 | 期間通算 | 期間通算 |
| 年       | 出場        | 得点        | 出場   | 得点   | 出場     | 得点     |
| -------- | ----------- | ----------- | ------ | ------ | -------- | -------- |
| 1988     | 1           | 0           | 13     | 1      | 14       | 1        |
| 1989     | 7           | 0           | 12     | 2      | 19       | 2        |
| 通算     | 8           | 0           | 25     | 3      | 33       | 3        |

### 出場
| No. | 開催日         | 開催都市         | スタジアム                     | 対戦相手       | 結果 | 監督     | 大会               |
| --- | -------------- | ---------------- | ------------------------------ | -------------- | ---- | -------- | ------------------ |
| 1.  | 1988年06月02日 | 愛知県           | 名古屋市瑞穂公園陸上競技場     | 中華人民共和国 | ●0-3 | 横山謙三 | キリンカップ       |
| 2.  | 1989年05月05日 | ソウル           |                                | 韓国           | ●0-1 | 横山謙三 | 日韓定期戦         |
| 3.  | 1989年05月10日 | 東京都           | 国立西が丘サッカー場           | 中華人民共和国 | △2-2 | 横山謙三 | 国際親善試合       |
| 4.  | 1989年05月13日 | 岡山県           | 岡山県総合グラウンド陸上競技場 | 中華人民共和国 | ○2-0 | 横山謙三 | 国際親善試合       |
| 5.  | 1989年05月22日 | 香港             |                                | 香港           | △0-0 | 横山謙三 | ワールドカップ予選 |
| 6.  | 1989年05月28日 | インドネシア     |                                | インドネシア   | △0-0 | 横山謙三 | ワールドカップ予選 |
| 7.  | 1989年06月04日 | 東京都           | 国立霞ヶ丘競技場陸上競技場     | 北朝鮮         | ○2-1 | 横山謙三 | ワールドカップ予選 |
| 8.  | 1989年07月23日 | リオデジャネイロ |                                | ブラジル       | ●0-1 | 横山謙三 | 国際親善試合       |

## 指導歴
- ベルマーレ平塚コーチ
- ベルマーレ平塚ジュニアユース監督
- 日本サッカー協会関東トレーニングセンターコーチ
- 神奈川県サッカー協会技術委員

## 神奈川県議会議員としての実績
前・現職含む

### 神奈川県での活動
- 県議団政務調査会副会長
- 環境審議会委員
- 地方職業安定審議会委員
- 土地開発公社評議員
- 幼稚園連盟 副会長
- 神奈川県スポーツ審議会委員
- 建設常任委員会委員長
- 感染症対策特別委員会委員長
- 人材活用特別委員会委員長
- 神奈川県社会福祉協議会評議委員
- 防災警察常任委員会委員長
- 地球温暖化対策特別委員会副委員長
- 教育グループ グループ長

### 議会活動
- 文教常任委員会委員
- 厚生常任委員会委員
- 防災警察常任委員会委員
- 県民企業常任委員会委員
- 中小企業雇用対策特別委員会委員
- スポーツ・青少年・希望の年特別委員会委員
- 福祉対策特別委員会副委員長
- 税財政対策特別委員会副委員長
- 神奈川県議会議員サッカー部 2002キャプテン

### 政党活動
- 自民党神奈川県連青年局次長
- かながわ自民党商店街振興議員連盟　幹事
- 神奈川県神奈川県議団副団長
- 神奈川県議団政務調査会副会長
- 神奈川県連広報本部長

### 地域での活動
- 神奈川県サッカー協会副会長
- 2002年FIFAワールドカップ横浜開催推進委員会委員
- ワールドカップ ナイジェリアキャンプ地誘致委員
- しんわ文化 スポーツ振興会会長
- 平塚市立松が丘小学校PTA会長
- 大野中学校区教育力ネットワーク連絡協議会会長
- 進和学園文化スポーツ会長
- 平塚自衛官募集相談員
- 平塚福祉芸能の集いの会顧問
- 湘南フットサル大会名誉会長
- 湘南高砂部屋後援会会員
- 平塚市PTA連絡協議会会長
- かながわアスリートネットワークメンバー

### ボランティア活動
- 長島茂雄主宰「ウエーブ2000」の一員として、全国各地で少年スポーツの指導
- 神奈川県下のサッカースクールの指導及び神奈川県のサッカー指導者のための指導教室
- 湘南海岸をきれいにする会 会員

## 関書籍
- 日本代表議長 森正明 サッカー選手から地方政治家へ（2016年11月10日、タウンニュース社、ISBN 978-4990897321） - すぎさきともかず著